# Leni Schmidt
Helene Hermine »Leni« Schmidt-Fischer, nemška atletinja, * 28. december 1906, Bremen, Nemško cesarstvo, † 11. november 1985, Bremen, Zahodna Nemčija.
Nastopila je na poletnih olimpijskih igrah leta 1928 ter osvojila bronasto medaljo v štafeti 4x100 m, v teku na 100 m se je uvrstila v finale in tam odstopila. 